# پل والکه
پل والکه (انگلیسی: Paul Valcke; ۱۱ ژانویهٔ ۱۹۱۴ – ۱۵ ژوئیهٔ ۱۹۸۰) ورزشکار شمشیربازی اهل بلژیک بود.
وی در مسابقات کشوری و بین‌المللی در مجموع برندهٔ ۱ مدال برنز شده‌است.